# Naomi Geraghty
Naomi S. Geraghty (* Mai 1969 in Dublin) ist eine irisch-amerikanische Filmeditorin.

## Leben und Werk
Nach ihrem Studium der Kommunikationswissenschaften versuchte Naomi Geraghty sich als Filmeditorin in der irischen Filmindustrie zu behaupten. Doch da sie keine Filmhochschule besucht hatte, blieb ihr der Zugang verwehrt. Erst eine Green Card und die Auswanderung 1993 in die USA nach New York City, ermöglichte es ihr, Kontakte zu knüpfen und für bekannte Editoren zu arbeiten. Mit dem US-amerikanischen Editor Craig McKay fand sie einen guten Mentor, dem sie fast fünf Jahre lang assistierte, und am Filmschnitt von Produktionen wie Für das Leben eines Freundes und Cop Land beteiligt war. Mit Unschuldig verfolgt war sie erstmals seine Ko-Editorin und durfte mit In America ihren ersten eigenverantwortlichen Filmschnitt ausführen. Bereits zuvor schnitt sie neun Episoden der Fernsehserie The District – Einsatz in Washington.
Naomi Geraghty ist mit dem Editor Joe Landauer verheiratet, den sie beim Dreh von Mütter & Söhne kennenlernte.

## Filmografie (Auswahl)
- 1995: Händler unter Händlern (Dealers Among Dealers) (Schnitt-Assistenz)
- 1996: Mütter & Söhne (Some Mother’s Son) (Schnitt-Assistenz)
- 1997: Cop Land (Schnitt-Assistenz)
- 1998: Für das Leben eines Freundes (Return To Paradise) (Schnitt-Assistenz)
- 1998: Zauberhafte Schwestern (Practical Magic) (Schnitt-Assistenz)
- 1999: Unschuldig verfolgt (A Map of the World)
- 2000–2001: The District – Einsatz in Washington (The District) (9 Episoden)
- 2002: In America
- 2004: Hotel Ruanda (Hotel Rwanda)
- 2006: The Illusionist
- 2007: Ein einziger Augenblick (Reservation Road)
- 2008: The Lucky Ones
- 2011: Ohne Limit (Limitless)
- 2016–2019: Billions (Fernsehserie, 13 Episoden)
- 2017: Mein Bester & Ich (The Upside)
- 2021: Voyagers
- 2023: Das Erwachen der Jägerin (The Marsh King’s Daughter)